# In Your House 13: Final Four
In Your House 13: Final Four è stato un evento prodotto dalla World Wrestling Federation. L'evento si svolse il 16 febbraio 1997 all'UTC Arena di Chattanooga, Tennessee.

## Risultati
| #    | Risultati | Stipulazioni                                                   | Durata |
| ---- | --- | -------------------------------------------------------------- | ------ |
| Dark | The Godwinns (Henry e Phineas I. Godwinn) hanno sconfitto The Headbangers (Mosh e Thrasher)                              | Tag team match                                                 | N/A    |
| 1    | Marc Mero (con Sable) ha sconfitto Leif Cassidy                                                                          | Single match                                                   | 09:30  |
| 2    | The Nation of Domination (Faarooq, Crush e Savio Vega) (con Clarence Mason) ha sconfitto Bart Gunn, Goldust e Flash Funk | Six- man tag team match                                        | 06:42  |
| 3    | Rocky Maivia (c) ha sconfitto Hunter Hearst Helmsley                                                                     | Single match per il WWF Intercontinental Championship          | 12:30  |
| 4    | Doug Furnas e Phil Lafon hanno sconfitto Owen Hart e The British Bulldog (c) (con Clarence Mason) per squalifica         | Tag team match per i WWF Tag Team Championship                 | 10:30  |
| 5    | Bret Hart ha sconfitto Steve Austin, Vader (con Paul Bearer) e The Undertaker                                            | Four corners elimination match per il vacante WWF Championship | 24:05  |